# Альфонсо де Арагон-и-Португаль
Альфонсо де Арагон-и-Португаль, иногда также был известен как Альфонсо I де Ампурьяс (1489, Сегорбе — 16 октября 1563, Эль-Пуч-де-Санта-Мария) — испанский аристократ, 2-й герцог де Сегорбе (1489—1566), граф де Ампурьяс (1522—1566), вице-король Валенсии (1558—1563).

## Биография
Родился в 1489 году в Сегорбе. Младший сын Энрике де Арагона и Пиментеля, 1-го герцога де Сегорбе (1445—1522), и Гийомар Португальской (1468—1516).
В 1489 году Энрике де Арагон и Пиментель передал титул герцога де Сегорбе своему новорожденному сыну Альфонсо. В 1522 году после смерти своего отца Альфонсо де Арагон унаследовал графство Ампурьяс и герцогство Сегорбе.
С 1555 года кавалер Ордена Золотого Руна. С 1558 по 1563 год занимал должность вице-короля Валенсии.
В 1563 году после смерти Альфонсо де Арагона его титулы и владения унаследовал его четвёртый сын, Франсиско де Арагон (1539—1572).

## Брак и дети
30 апреля 1516 года Альфонсо де Арагон и Португаль женился в Сегорбе на Хуане Фольк де Кардона и Манрике де Лара, 3-й герцогине де Кардона (ок. 1500 — 28 августа 1564), третьей дочери Фернандо Рамона Фолька, 2-го герцога де Кардона (1469—1543), и Франсиски Манрике де Лара. Супруги имели следующих детей:
- Фернандо де Арагон (род. 1533), умер в детстве
- Альфонсо де Арагон (1536—1550)
- Хуан де Арагон (род. 1537), умер в детстве
- Франсиско де Арагон (1539—1575), 35-й граф де Ампурьяс (1563—1575), 4-й герцог де Кардона (1564—1575), 3-й герцог де Сегорбе (1563—1575)
- Гиомар де Арагон (1540—1557), муж — Фадрике Альварес де Толедо и Энрикес де Гусман, 4-й герцог де Альба (1537—1583)
- Хуана де Кардона (1542—1608), 4-я герцогиня де Сегорбе, 36-я графиня де Ампурьяс и 5-я герцогиня де Кардона (1575—1608)
- Ана де Арагон (? — 1567), муж — Веспасиано I Гонзага
- Франсиска де Арагон, умерла в детстве
- Беатриса де Арагон, умерла в детстве
- Изабелла де Арагон, в браке с Хуаном Хименесом де Урреа, графом Аранда
- Магдалена де Арагон (ум. 1623), муж (с 1576 года): Диего Уртадо де Мендоса и де ла Серда (1500—1578)
- Мария де Арагон, умерла в детстве
- Херонима де Арагон, умерла в детстве.

Также имел двух незаконнорожденных детей:
- Педро де Арагон (? — 1597), епископ Лериды[англ.], Вика и Хаки.
- Дидак де Арагон (? — 1554).